# 人民民主阵线 (罗马尼亚)

人民民主阵线标志

人民民主阵线（羅馬尼亞語：Frontul Democrației Populare，缩写为FDP）是罗马尼亚历史上的一个统一战线组织和选举联盟。该组织成立于1944年10月，最初取名为全国民主阵线，由罗马尼亚共产党、罗马尼亚社会民主党、农民阵线以及其他与罗马尼亚共产党有关的组织组成。在1946年罗马尼亚大选中，以该组织为主的“民主党派集团”赢得了69.8%的选票。从此，该组织一直掌握着罗马尼亚政府的权力。1947年12月，罗马尼亚共产党完全掌握权力，迫使国王米哈伊一世退位，并利用全国民主阵线在议会的绝对多数废除君主制，宣布建立罗马尼亚人民共和国。1948年初，罗马尼亚共产党和罗马尼亚社会民主党合并为罗马尼亚工人党。在1948年2月举行的罗马尼亚工人党大会上，全国民主阵线改称人民民主阵线。从1948年起，该组织事实上成为罗马尼亚唯一的合法政治力量。1953年，农民阵线解散，罗马尼亚工人党成为罗马尼亚唯一的合法政党。1965年，罗马尼亚工人党复称罗马尼亚共产党。1968年，该组织被社会主义团结阵线取代。